# Tunápolis
Tunápolis este un oraș în Santa Catarina (SC), Brazilia.